# 怨恨屋本舖
《怨恨屋本舖》（日语：怨み屋本舗）是日本漫畫家栗原正尚漫畫，於集英社《Business Jump》連載，並發行單行本。改編電視劇2006年7月15日起在東京電視台深夜時段電視劇24播出。

## 故事簡介
改編自同名的漫畫。有一名神秘紅衣長髮女子開設「怨屋本舖」，以高昂的收費專門接受委託，以「社會性抹殺」（讓其無法於社會立足）或是「實質殺害」（以設局或借刀殺人等方式）的方法不著痕跡的替委託者達到報復被怨恨者的目的，可以說是種代客報仇的行業。但是不接受無怨恨的委託。
她的名句是「你的仇恨由我們來幫你報．社會性抹殺，尋人，實質的殺害都可以．價格可議」。
開場白：「人都有兩面，笑臉之下藏著惡魔，只是一瞬間的愛也會轉變成仇恨，累積的怨恨讓這個世界血流成河，一寸前是黑暗，回頭看也是黑暗，但這個黑暗誰也沒注意到。」
主角接受委託時時說的口頭禪：「盡力而為（しかるべく (Shi Ka Ru Be Ku）」。

## 登場人物
※該章節人物介紹以漫畫原著為主，攸關電視劇詳參電視劇人物介紹。

### 怨恨屋
提供代客復仇服務的復仇業者，為本作裡的核心復仇業團體。

#### 怨屋本舖員工
怨屋（怨み屋（うらみや）、Uramiya）
演員：木下亞由美
本作女主角，本名寶條栞，怨屋本舖的經營者，外表冷酷美麗的神秘女子，年齡不詳。
平常習慣戴著黑色長假髮行動，必要時會恢復成原本的茶色短髮造型（同為假髮）。擅長英語、鋼琴、空手道，和現任怨屋沖繩分公司店長相果林剛志為前任怨屋時期的同事兼學習空手道的同學。
主張「非暴力式為委託人進行報復」，依照委託者的請求、委託者與目標的狀況、選擇將被目標社會性抹殺（使其無法在社會立足）或實質性抹殺（奪去目標性命），賺取委託手續費和傭金。但若是發現自己被委託者利用、或是委託者試圖追查其真實身分，則會輕以口頭警告、重則反制委託者。自稱討厭的詞是「正義」且不接受無怨恨的委託。
因為身為律師和深入調查「聖福教」雙親被該教陷害，最終更被該教派遣的吸毒人士縱火身亡，對任何涉及宗教犯罪的案件特別敏感，亦以消滅「聖福教」為己身夙願。為了消滅聖福教而耗盡十億日圓的經費，事成後決定帶領怨屋本舖全員搬遷至別處間暫時歇業。後再度復業。
情報屋（初代）（情報屋（じょうほうや）、Jyouhouya）
演員：寺島進（第一季～特別篇2）／聲優：山田浩貴（CR怨屋本舖）。
本名為獅堂詠示，年齡約30歲前半。電視劇版則是在特別篇2中被春日警官揭發其本名。
為人富正義感且重視恩情，在秋葉原開設「ホキマ情報研究所」，有著強大的情報搜集能力以及先進器材，與怨屋合作執行委託案件。
SP1、SP2的據點變更為遊艇，在電視劇第二季REBOOT中轉移到其他事務所去了。
寵物是隻綠毛龜「留吉」（電視劇為一隻巴哥犬「Linda」)，對飼養烏龜抱有熱衷。
因為家人被犯罪案件所害，加著礙於法條無法制裁，以此契機投身復仇業，對於遭犯罪案件迫害的案件特別留意。偶爾會以委託者兼執行者身分，委託怨屋為熟識執行報復。
情報屋（二代）
演員：加藤雅也（REBOOT）。
接替初代情報屋的新情報屋。自稱「世界第一的情報屋」。跟初代同樣富有正義感。
是個老菸槍，表示不常外出的理由只是想待在能隨時抽菸的地方。
於電視版第二季第7話委託怨屋替老恩人報仇，怨屋只收了10日元作為委託費用，條件是他必須戒菸。
修（シュウ、Shu）
演員：竹財輝之助（第一季～特別篇1）、小野健斗（特別篇2～REBOOT）／聲優：横澤啓幸（CR怨屋本舖）。
本名寶條修、原作中是怨屋的親弟弟，但在電視劇版本中並沒有提及。
怨屋本舖的員工之一，專攻熟女的職業牛郎，專門利用俊俏的外表和花言巧語迷惑女性來完成任務。
因為曾經在空中大學學習拳擊，故有一定的搏鬥身手，擁有穴道按摩三段執照，喜歡甜食，討厭御宅族、性犯罪者、媽寶型的親子。
第四部《REVENGE》中辭去牛郎的工作，成為俱樂部店主，在恨屋與怨屋的最終決戰中因為遭恨屋勢力重傷昏迷入院，導致日後於第五部《EVIL HEART》出院時殘留足部麻痺的後遺症。
十二月田猛臣（十二月田猛臣（しわすだ たけおみ）Shiwasuda Takeomi）
演員：前田健／聲優：佐佐木啓夫（CR怨屋本舖）。
初代情報屋的鄰居，典型的御宅族，為無固定工作的尼特族，靠創作販售同人誌為生，同時也有妄想癖。
在漆原正太郎遭戶政事務員工騷擾的事件裡，成功幫助怨屋干擾目標，後來被怨屋邀請成為怨恨屋本舖的員工。情報屋時常以MAKUROIN王國的長官的身分對他下達指令，誤以為情報屋是MAKUROIN王國的長官、怨屋是長官的未婚妻。稱呼怨屋「上司」、稱呼修「上弟（上司的弟弟）」，和修不合。
幼年時便喜歡繪畫，但由於長期被作為馬拉松選手的雙親強迫練習長跑、實行體罰和情緒虐待，加著無法達成雙親期望遭唾棄，造成其對人類不感興趣且無法理解的性格，同時也練就敏銳的運動身手（球類運動除外）。
時常被怨屋指派對付有妄想癖的目標，特別關切御宅族相關的案件，個人亦架設私人網站「十二月田本舖」和御宅族互動兼蒐集情報。
杉河奈（杉河奈（すぎかわ りな）Sugikawa Rina）
演員：葵（女演员）／聲優：梶山遙香（CR怨屋本舖）。
女高中生，曾是怨屋的委託者，為了要報復對其性侵害的繼父北金目建治而委託於怨屋，漫畫原著是在集體自殺事件初遇怨屋，之後委託怨屋對繼父社會性抹殺（後者遭被怨屋收買的同志侵犯，失去對女性的興趣），令繼父主動提出離婚。但因為付不出高額費用而被怨屋所吸收協助執行案件以抵債。在SP2已經還清所有債務。
電視劇第二季高中畢業後成為花店員工。在還清債務後還是依然繼續幫怨屋工作。漫畫原著第128話和第129話裡，因為離家後染毒的繼父為了搶錢殺害母親，遂以另一名委託者兼執行者的身份，偕同怨屋員工執行實質抹殺任務。
原本因為遭繼父性侵的創傷後壓力症候群影響害怕男性，但隨著和怨恨屋員工數度執行任務，逐漸克服恐懼男性的陰影，同時對性犯罪相關的案件相當在意，偶爾會違背怨屋的意識行動。在第二部《怨恨屋本舖 巢來間風介》期間就讀橫濱的大學，同時調往怨恨屋橫濱分公司，成為巣来間風介的搭擋，在第三部《REBOOT》調回本舖，於恨屋與怨屋的鬥爭落幕後，跟隨早乙女和泡森鍛鍊戰鬥能力。
於第四部《REVENGE》成為泡森的密友，但隨著早乙女和泡森的復仇計畫被揭露，在《REVENGE》單行本第10冊於恨屋等人襲擊早乙女和泡森的私設刑務所時，因為不聽怨屋的勸告而身陷危機，最後在該場鬥爭中被鎧塚凱夢殺害。
醫生
僅在漫畫原著登場，本名不詳，在地下社會中擁有高知名度的年長密醫，有受虐癖傾向且喜歡利用人體進行手術和藥物實驗。擁有精湛的醫術，擅長開發特殊用藥和運用病毒，主要負責替怨屋員工作緊急治療和對怨屋下手目標執行非法復仇手術。稱呼現任怨屋「大小姐」。多年前引薦前任怨屋進入怨恨屋本舖工作的關鍵人物。
數年前因為偶遇曾受寶條栞（怨屋）救助、但持續騷擾對方的時任聖福教成員桐野美鈴，為滿足自身的挑戰欲望而答應其請求，將其整容成寶條栞的容貌，導致寶條栞多度遭桐野在內的聖福教成員設局陷害。寶條夫妻（栞和修的父母）遇害後，聖福教成員闖進其診所縱火，僥倖逃出的醫生順勢帶走桐野的病歷表，透過病歷表的照片找上寶條栞，為了向聖福教復仇遂將寶條栞介紹給時任怨屋。幫助怨恨屋本舖實行摧毀聖福教的復仇計畫。
寄木櫻子
《怨恨屋本舖 EVIL HEART》登場，警部寄木聰的女兒，18歲。擅長柔道。因為父親寄木聰遭中國籍犯人殺害，母親華子委託怨屋除掉殺害寄木聰的犯人，以此契機開始和怨屋接觸，後來被怨屋吸收成為遞補里奈身故職缺的員工。

#### 怨恨屋沖繩分部公司員工
相果林剛志
漫畫單行本第13冊（漫畫第91話）初登場，怨恨屋沖繩分部公司的男同性戀店主。和現任怨屋（寶條栞）是接受前任怨恨屋訓練的同期員工。暱稱「小相」。本州出身，已和原生家庭斷絕關係，為學習琉球空手道而志願移居沖繩，擅使琉球空手道和結合有氧舞蹈的格鬥術，同時擅長潛水、游泳等水上活動，熱愛海洋且對當地生態熟悉。喜歡喝沙士。有著討厭和見及女性裸體（特別是胸部）就會嘔吐的體質，但後來逐漸克服這項問題。
平常以擔任觀光潛水導遊和牛郎維持生計，時爾接受怨屋的指派執行復仇任務，但針對情況特殊的委託人則在事後退還委託財物，擅長利用沖繩特有的環境與生態執行復仇任務。在偶遇且幫助知令夕子向傑夫復仇後，邀請夕子成為怨恨屋的成員。第五部《EVIL HEART》在上海地區現身幫助怨屋等人。
知令夕子
漫畫單行本第14冊（漫畫第94話）初登場，相果林偶遇的沖繩女子。雙親離異後陪再婚的母親生活，但因為無法忍受酒品不佳的繼父而選擇離家出走，寄住在相果林的住處。日常生活不拘小節且不太在意男女界線。在陪伴美國憲兵傑夫•蘭德魯夫於沖繩駕車遊玩期間，因為傑夫駕車將一名機車騎士撞成重傷和毆打試圖叫救護車的夕子，加著傑夫利用日美協議和自身權力掩蓋過失逃過刑責，導致該名騎士傷重不治。後偶遇接受該名受害騎士父親委託，實質抹殺傑夫的相果林，請求相果林協助自己除掉傑夫，以此契機被相果林邀請加入怨恨屋成為其助理。
理解沖繩和本州的文化差異，在相果林接受委託時，多度幫助相果林從沖繩文化層面檢視案件委託。第五部《EVIL HEART》在上海地區現身幫助怨屋等人，相果林亦對其成長表達了認可。

#### 怨恨屋橫濱分部公司員工
荒羽天馬
僅在漫畫原著登場，前任怨屋時期的怨屋本舖員工，熱愛音樂且擅長彈奏樂器（尤其是吉他）的男子，精於模仿他人聲音和利用音樂、聲效執行報復手段。兒時因為音樂才華而受人矚目，但隨著雙親死於空難，被叔父夫妻收養後遭虐待，為了自我防衛而殺害叔母，被前任怨屋收留和培訓技巧。後來調動至怨恨屋橫濱分部成為橫濱分部公司店長，在第二部《怨恨屋本舖 巢來間風介》為巢來間風介的上司。
巢來間風介
原著漫畫第二部《怨恨屋本舖 巢來間風介》的男主角，怨恨屋橫濱分部員工，25歲。平常職業是公務人員。出身家風開明的家庭，父親巢來間良助是知名魔術師，但在就讀高中三年級時，父親遭遇詐騙集團詐欺，最終導致夫婦自殺身亡，為了追查逼死雙親的兇手而加入怨恨屋。原本容易因為聽見委託人的緣由而同情落淚，隨著經歷的委託案件逐漸增加，變得不再輕易相信和同情案件委託人。里奈駐留橫濱期間的搭擋。
肉搏能力不高，擅長運用魔術道具和手法實行復仇手段。因為富正義感的緣故，面對窮凶惡極的目標則會殘酷的折磨對方。

#### 離職/死亡怨屋人員
前任怨屋
僅在漫畫原著登場，現任怨屋（寶條栞）之前的怨恨屋本舖經營者，本名不詳的婦人。數年前被醫生引薦進怨恨屋本舖工作，後來在接任經營怨恨屋本舖的期間，負責培訓現任怨屋（寶條栞）和相果林執行復仇任務，但當時的怨恨屋本舖員工對老鼠會總裁春澤潤也實施抹殺任務期間，不慎令春澤逃走，遂囑咐怨恨屋本舖員工日後再遇出獄的春澤，便將其滅口。退休前將十億日圓的經費交給現任怨屋（寶條栞）。時隔多年後，相果林在沖繩再遇春澤，徵得怨屋的同意設局除去對方。
御法川
漫畫第1冊（漫畫第2話）短暫登場，負債高達5億日圓的中小企業主。因為債台高築和擔憂自己過身後妻小無人照顧，事先為自己投保人壽保險，但由於保險規定自殺兩年內不予理賠，走投無路欲尋短之際被怨屋聘為臨時員工，獲其幫助投保6億日圓人壽保險（怨屋擔任保單繳費者），搬至被怨屋鎖定為抹殺目標、有三次婚姻騙保殺人記錄的目標味山居住的公寓，持續向味山施壓，最後更藉著被味山推搡時刻藉機跳樓自盡，導致味山被目擊此景的記者拍攝疑似行兇畫面和移送法辦。事成後御法川因為被警方歸類死於他殺，6億日圓的保險金也成功交給妻小。
鬼島勝
僅在漫畫第二冊（漫畫第7話）短暫登場，16歲時曾經強暴並殺害高中同班的姊妹倆的性侵殺人前科犯，在本作中為遭被害者雙親委託怨屋實質抹殺的目標。因為其對目標女性不留情的特性，出獄後被怨屋臨時聘為臨時員工，指派他實質抹殺多度高額敲詐已婚對象、導致其中一名受害者負債自盡的岸部吉惠，鬼島不顧怨屋事前的警告姦殺目標，結果在事成後被吉惠的交往對象持槍射中肝臟身亡。事後揭露怨屋指派鬼島抹殺吉惠，實為藉此達成兩項抹殺任務（鬼島和吉惠）的手段。

### 怨恨屋常客
漆原正太郎
知名漫畫家，有著只要遭遇特殊人物，便會試圖將對方作為創作題材的習慣。初登場的時候因為遭狂熱漫迷的騷擾，委託怨屋執行社會性抹殺，但在試圖調查怨屋作為創作原形時，被怨屋以拍攝漆原和女性私會的照片為要脅制止。後來透過負責編輯者介紹認識名為華蓮的女子，以女方懷孕為契機和後者成婚。因為經常被捲入麻煩事件而成為怨屋的常客。
吉惠
修的老主顧，擁有24棟公寓的熟齡女鉅富。丈夫過身後繼承其遺產，經常在修遭遇麻煩時出面解圍，後來經由修的介紹，數度委託怨屋執行復仇任務。

### 警察相關人物
寄木聰
警部成員，為人剛正熱血，厭惡警界的黑幕，反對法外復仇。調查案件的期間，偶然得知怨屋的存在和後者透過復仇收取金錢的實情，時常為調查對方而被牽涉入麻煩之中。和妻子葉華育有一女櫻花，但因為妻子強勢的關係導致和妻女關係疏遠。後來在第五部《EVIL HEART》第2話遭中國籍犯人攻擊殉職，得年44歲，其妻葉華委託怨屋對殺害寄木聰的犯人執行抹殺。
寄木和哉
《EVIL HEART》第2話初登場，元神奈川縣警警部補，寄木聰的表弟。曾經和寄木聰學習柔道和合氣道。
秦野誠一
寄木的年輕部屬，為人正直。漫畫版在里奈的母親遭繼父殺害後，對里奈表達關切態度。過去因為妹妹被酒後開車肇事逃逸的駕駛柿川撞死，但作為犯人的柿川僅被判4年徒刑且毫無悔意，對柿川懷有恨意。柿川被怨屋抹殺後，因為感謝怨屋，於第四部《REVENGE》成為幫助怨恨屋提供情報的警方人員。第五部《EVIL HEART》裡因為捲入怨屋和恨屋之間的鬥爭而遇害身亡。
諸日和友
警政廳的鐵道警察隊成員，嗜好賭博，時常販賣情報給情報屋。後來調動至總署刑事總務課，在攻陷聖福教囚禁里奈的朋友秋美的場地時候，和聖福教幹部正面衝突而同歸於盡。電視劇版本的名字為春日隼人。

## 出版書籍
| 集數 | 集英社         | 集英社                 |
| 集數 | 發售日期       | ISBN                   |
| ---- | -------------- | ---------------------- |
| 1    | 2001年11月19日 | ISBN 4-08-876231-2     |
| 2    | 2002年5月17日  | ISBN 4-08-876303-3     |
| 3    | 2002年10月28日 | ISBN 4-08-876363-7     |
| 4    | 2003年3月19日  | ISBN 4-08-876420-X     |
| 5    | 2003年7月18日  | ISBN 4-08-876479-X     |
| 6    | 2003年12月18日 | ISBN 4-08-876545-1     |
| 7    | 2004年4月19日  | ISBN 4-08-876604-0     |
| 8    | 2004年8月19日  | ISBN 4-08-876664-4     |
| 9    | 2004年12月17日 | ISBN 4-08-876727-6     |
| 10   | 2005年4月19日  | ISBN 4-08-876791-8     |
| 11   | 2005年8月19日  | ISBN 4-08-876844-2     |
| 12   | 2005年12月19日 | ISBN 4-08-876899-X     |
| 13   | 2006年5月19日  | ISBN 4-08-877071-4     |
| 14   | 2006年7月19日  | ISBN 4-08-877118-4     |
| 15   | 2006年8月18日  | ISBN 4-08-877135-4     |
| 16   | 2006年9月19日  | ISBN 4-08-877150-8     |
| 17   | 2006年11月17日 | ISBN 4-08-877180-X     |
| 18   | 2007年3月19日  | ISBN 978-4-08-877245-5 |
| 19   | 2007年7月19日  | ISBN 978-4-08-877301-8 |
| 20   | 2007年10月19日 | ISBN 978-4-08-877343-8 |

| 集數 | 集英社         | 集英社                 |
| 集數 | 發售日期       | ISBN                   |
| ---- | -------------- | ---------------------- |
| 1    | 2007年12月19日 | ISBN 978-4-08-877373-5 |
| 2    | 2008年4月18日  | ISBN 978-4-08-877437-4 |
| 3    | 2008年7月18日  | ISBN 978-4-08-877480-0 |
| 4    | 2008年10月17日 | ISBN 978-4-08-877532-6 |
| 5    | 2009年1月19日  | ISBN 978-4-08-877584-5 |
| 6    | 2009年6月19日  | ISBN 978-4-08-877652-1 |

| 集數 | 集英社         | 集英社                 |
| 集數 | 發售日期       | ISBN                   |
| ---- | -------------- | ---------------------- |
| 1    | 2009年7月3日   | ISBN 978-4-08-877687-3 |
| 2    | 2009年7月3日   | ISBN 978-4-08-877688-0 |
| 3    | 2009年9月18日  | ISBN 978-4-08-877710-8 |
| 4    | 2009年11月19日 | ISBN 978-4-08-877770-2 |
| 5    | 2010年2月19日  | ISBN 978-4-08-877792-4 |
| 6    | 2010年4月19日  | ISBN 978-4-08-877846-4 |
| 7    | 2010年7月16日  | ISBN 978-4-08-879002-2 |
| 8    | 2010年10月19日 | ISBN 978-4-08-879049-7 |
| 9    | 2010年12月17日 | ISBN 978-4-08-879084-8 |
| 10   | 2011年3月19日  | ISBN 978-4-08-879124-1 |
| 11   | 2011年7月19日  | ISBN 978-4-08-879176-0 |
| 12   | 2011年11月18日 | ISBN 978-4-08-879230-9 |
| 13   | 2012年1月19日  | ISBN 978-4-08-879261-3 |

| 集數 | 集英社         | 集英社                 |
| 集數 | 發售日期       | ISBN                   |
| ---- | -------------- | ---------------------- |
| 1    | 2012年3月19日  | ISBN 978-4-08-879303-0 |
| 2    | 2012年6月19日  | ISBN 978-4-08-879371-9 |
| 3    | 2012年9月19日  | ISBN 978-4-08-879465-5 |
| 4    | 2012年12月19日 | ISBN 978-4-08-879508-9 |
| 5    | 2013年3月19日  | ISBN 978-4-08-879552-2 |
| 6    | 2013年7月14日  | ISBN 978-4-08-879619-2 |
| 7    | 2013年10月18日 | ISBN 978-4-08-879675-8 |
| 8    | 2014年1月17日  | ISBN 978-4-08-879811-0 |
| 9    | 2014年5月19日  | ISBN 978-4-08-879842-4 |
| 10   | 2014年7月18日  | ISBN 978-4-08-879878-3 |
| 11   | 2014年11月19日 | ISBN 978-4-08-890018-6 |

| 集數 | 集英社         | 集英社                 |
| 集數 | 發售日期       | ISBN                   |
| ---- | -------------- | ---------------------- |
| 1    | 2015年2月9日   | ISBN 978-4-08-890140-4 |
| 2    | 2015年6月19日  | ISBN 978-4-08-890219-7 |
| 3    | 2015年9月18日  | ISBN 978-4-08-890265-4 |
| 4    | 2016年1月19日  | ISBN 978-4-08-890349-1 |
| 5    | 2016年5月19日  | ISBN 978-4-08-890418-4 |
| 6    | 2016年8月19日  | ISBN 978-4-08-890486-3 |
| 7    | 2016年11月18日 | ISBN 978-4-08-890526-6 |
| 8    | 2017年2月18日  | ISBN 978-4-08-890602-7 |
| 9    | 2017年7月19日  | ISBN 978-4-08-890716-1 |

| 集數 | 集英社         | 集英社                 |
| 集數 | 發售日期       | ISBN                   |
| ---- | -------------- | ---------------------- |
| 1    | 2017年10月19日 | ISBN 978-4-08-890797-0 |
| 2    | 2017年10月19日 | ISBN 978-4-08-890798-7 |
| 3    | 2018年2月19日  | ISBN 978-4-08-890866-3 |
| 4    | 2018年5月18日  | ISBN 978-4-08-891020-8 |
| 5    | 2018年8月17日  | ISBN 978-4-08-891092-5 |
| 6    | 2018年11月19日 | ISBN 978-4-08-891169-4 |
| 7    | 2019年2月19日  | ISBN 978-4-08-891281-3 |
| 8    | 2019年5月17日  | ISBN 978-4-08-891290-5 |
| 9    | 2019年8月19日  | ISBN 978-4-08-891377-3 |
| 10   | 2019年11月19日 | ISBN 978-4-08-891423-7 |

| 集數 | 集英社         | 集英社                 |
| 集數 | 發售日期       | ISBN                   |
| ---- | -------------- | ---------------------- |
| 1    | 2022年12月19日 | ISBN 978-4-08-892556-1 |
| 2    | 2022年12月19日 | ISBN 978-4-08-892647-6 |
| 3    | 2023年6月19日  | ISBN 978-4-08-892725-1 |
| 4    | 2023年9月19日  | ISBN 978-4-08-892836-4 |
| 5    | 2023年12月19日 | ISBN 978-4-08-893043-5 |
| 6    | 2024年3月18日  | ISBN 978-4-08-893179-1 |
| 7    | 2024年6月19日  | ISBN 978-4-08-893294-1 |
| 8    | 2024年9月19日  | ISBN 978-4-08-893391-7 |
| 9    | 2024年12月18日 | ISBN 978-4-08-893487-7 |
| 10   | 2025年3月18日  | ISBN 978-4-08-893597-3 |

## 電視劇

### 主題曲
第一季
- 片頭曲 - 大和美姬丸 「いつまでも響くこのmelody/マジカルスピーカー」
- 片尾曲 - SeanNorth（日语：SeanNorth） 「final your song」

特別篇1 家族之闇影 怪物家族
- 插入曲 - GARI（日语：GARI） 「RHYMERACER」「After Glow」
- 片尾曲 - SunMin（日语：SunMin） 「Another wish」

特別篇2 心控之術的陷阱
- 片尾曲 - たむらぱん（日语：たむらぱん） 「ライ・クア・バード」

第二季 REBOOT
- 片頭曲 - 鴉 「夢 (鴉)」
- 片尾曲 - ウニョン 「放熱ララバイ」

### 登場人物

#### 怨屋本舖員工
怨屋（怨み屋（うらみや）、Uramiya）
演員：木下亞由美／聲優：原島梢（CR怨屋本舖）。
本名寶條栞、年齡不詳。電視劇版並未提及本名。
怨屋本舖的經營者，外表冷酷美麗的神秘女子，喜愛藍蝴蝶。
平常是黑色長髮，必要時會回復成茶色短髮。
愛車：第一季與SP1是雪鐵龍 C3 Pluriel、SP2是飛雅特500、第二季是標緻207。
情報屋（初代）（情報屋（じょうほうや）、Jyouhouya）
演員：寺島進（第一季～特別篇2）／聲優：山田浩貴（CR怨屋本舖）。
本名為獅堂詠示，年齡約30歲前半。電視劇版則是在特別篇2中被春日警官揭發其本名。
在秋葉原開設「ホキマ情報研究所」，有著強大的情報搜集能力以及先進器材，與怨屋合作執行委託案件。
SP1、SP2的據點變更為遊艇，在第二季REBOOT中轉移到其他事務所去了。
寵物是一隻巴哥犬「Linda」(原作中是一隻綠毛龜)。
情報屋（二代）
演員：加藤雅也（REBOOT）。
接替初代情報屋的新情報屋。自稱「世界第一的情報屋」。跟初代同樣富有正義感。
是個老菸槍，表示不常外出的理由只是想待在能隨時抽菸的地方。
於第二季第7話委託怨屋替老恩人報仇，怨屋只收了10日元作為委託費用，條件是他必須戒菸。
修（シュウ、Shu）
演員：竹財輝之助（第一季～特別篇1）、小野健斗（特別篇2～REBOOT）／聲優：横澤啓幸（CR怨屋本舖）。
本名寶條修、原作中是怨屋的親弟弟，但在電視劇版本中並沒有提及。
怨屋本舖的員工之一，專攻熟女的職業牛郎，專門利用俊俏的外表和花言巧語迷惑女性來完成任務。
愛車：奥迪TT(SP2登場)。
十二月田猛臣（十二月田猛臣（しわすだ たけおみ）Shiwasuda Takeomi）
演員：前田健／聲優：佐佐木啓夫（CR怨屋本舖）。
初代情報屋的鄰居，典型的御宅族，為無固定工作的尼特族，靠創作販售同人誌為生，同時也有妄想癖。
情報屋時常通过电话使用伪声以MAKUROIN王國的長官的身分對十二月田下達指令，后者誤以為怨屋是長官的未婚妻。
杉河奈（杉河奈（すぎかわ りな）Sugikawa Rina）
演員：葵（女演员）／聲優：梶山遙香（CR怨屋本舖）。
女高中生，曾是怨屋的委託者，為了要報復對其性侵害的繼父而委託於怨屋，
但因為付不出高額費用而被怨屋所吸收協助執行案件以抵債。在SP2已經還清所有債務。
第二季高中畢業後成為花店員工。在還清債務後還是依然繼續幫怨屋工作。
水科麻紀（水科マキ（みずしな マキ）Mizushina Maki）
演員：夏目奈奈（REBOOT）。
因支付不了委託費用，被怨屋安排到西銀座的一間俱樂部當媽媽桑，必要時會指派她執行任務。

### 警察相關人物
寄木聰（寄木聡（やどろぎ さとし）Yadorogi Satoshi）
演員：樹太郎。
渋谷南署的刑警，階級為警部。在調查刑案時得知怨屋的存在而開始追查怨屋。正義感非常強烈。
在第一季最終回因為正當防衛而誤殺了手下野田修一，而遭到野田的母親怨恨，並委託了怨屋將他社會性抹殺。
在第二季第0回遭遇肇逃車禍被撞成重傷入院治療，直至最終回才康復出院回到警局。
野田修一（野田修一（のだ しゅういち）Noda Shuichi）
演員：麥克・漢恩（第一季）。
寄木警部的部下，階級為巡查。
第7話中被愛情商法詐欺而欠下借款，為了還債於第11話中偷偷將警局調查資料賣給情報屋。
最終話因受到上層的威嚇害怕被趕出警局而決定殺害寄木警部，卻反遭寄木警部打死，得年28歲。
春日隼人（春日隼人（かすが はやと）Kasuga Hayato）
演員：窪塚俊介（特別篇1、特別篇2）。
寄木警部的新任部下，階級為巡查。因欠下賭債，同樣將情報賣給情報屋換取金錢。
在SP2中想以偽造文書罪逮捕情報屋之際接觸到了怨屋，被以年收5000萬日圓為誘因吸收入夥。
為了拿到存著聖福教重大機密資料的USB將收藏著此USB的女子篠原彩殺害並偽裝成自殺。
之後以為了得手聖福教重大機密資料還殺了一個人為由向怨屋索要1億日圓，反被怨屋利用與聖福教幹部・冰水晶相互殺害，得年26歲。

#### 電視台相關人物
- 在第二季 REBOOT 中登場

星影静香（星影静香（ほしかげ しずか）Hoshikage shizuka）
演員：長谷部瞳（童年：柴田杏花）。
24歲。東京港灣電視台新聞局的新進記者。山梨縣出身。正義感非常強。小時候親眼目睹母親因遭闖入家中的匪徒侵犯後含恨自殺，導致有很嚴重的心理創傷。
於最終回在直播節目中親手將當年的匪徒久我山殺害，打破了自己「恨罪不恨人」的說法，並且在被移送警局後告訴寄木警部「在你的內心中，一定也有怨屋。」
城島進一（城島進一（じょうじま しんいち）jyousjima Shinichi）
演員：田中哲司
41歲。東京港灣電視台新聞局的編輯主任。住在世田區。是個為了收視率會不擇手段，認為「新聞就是電視台讓視聽者看了會很開心的商品」。
經常為了收視率做出扭曲事實的報導，往往對報導中的受害者造成更大的二次傷害。在最終回被曾經誤以為是兇手遭到他騷擾的採訪者報復，被社會性抹殺。
（因星影静香在直播節目中殺人一事遭到免職，身敗名裂。）

#### 其他人物
新城聖美（新城 聖美（しんじょう きよみ）Shinjyou Kiyami）
演員：木下亞由美（第一季～SP2）。
住在惠港精神療養中心的女性，有著跟怨屋一模一樣的容貌。24歲。幼年時親眼目睹雙親與兄長慘遭一名手持斧頭的男性（桐生善道）殺害，打擊過大導致失憶，因而在精神療養中心住了15年。
她其實是母親被當年的兇手（桐生善道）強暴後所生的女兒，並且被要求在桐生善道55歲生日那年與他成婚。得知真相後正想自殺之際遇見了怨屋，並委託怨屋復仇。
之後被怨屋要求以硫酸自毀容貌後將臉整成跟怨屋一模一樣，再由怨屋設計桐生善道來親手殺害自己作為對他的報復。
老奶奶（おばちゃん O Ba chan）
演員：小野敦子（REBOOT）。
位於二代情報屋的所在據點樓上的名為「THE GARAGE SHOP」的雜貨店老闆。經常幫住在雜貨店地下一樓足不出戶的情報屋買東西，並通過連結店內一樓與地下室的管道與情報屋對話或將物品運送給他。
大橋未步（大橋未歩（おおはし みほ）Ooshima Miho）
演員：大橋未步（REBOOT）。
第二季每一集開頭做前情提要的新聞報導中的女主播。

### 各集標題
委託人與復仇對象
- 「」內是演出者。
- 「 △ 」為社會性抹殺（未被直接殺害的對象）。
- 「 × 」為實質性抹殺（被直接殺害的對象）。

#### 第一季
| 集數 | 播出日期      | 標題                 | 中文標題           | 被害者                   | 委託人                                      | 復仇對象                                                        | 其他人物 |
| ---- | ------------- | -------------------- | ------------------ | ------------------------ | ------------------------------------------- | --------------------------------------------------------------- | --- |
| 1    | 2006年7月14日 | 怨みの方程式         | 怨恨方程式         | 伊藤的女兒               | 伊藤（笹野高史）                            | 味山雄大（氏木毅）△                                             | 御法川慶太（市川新平） 味山的第二任妻子的父親                                                                                     |
| 2    | 7月21日       | 失わない男           | 沒有損失的男人     | 明美（池田實香）         | 明美（池田實香）                            | 三鄉一郎（海老澤健次）△                                         | 近藤集（松重豊） 經理人（佐藤龍之介） 販賣秘密藥物的少年 女子高中生（澤邊凜音）                                                   |
| 3    | 7月28日       | イヤな女             | 黑暗中的女人       | 松澤恵美子（渡瀬美遊）   | 松澤恵美子（渡瀬美遊）                      | 佐知代（片桐入）△                                               | 松澤直也（山崎潤） 婦女（川俣忍） 婦女（真下有紀） Gay（TAJIRI）                                                                  |
| 3    | 7月28日       | イヤな女             | 黑暗中的女人       | 杉河奈（葵）             | 杉河奈（葵）                                | 杉河正志（廣川三憲）△                                           | 松澤直也（山崎潤） 婦女（川俣忍） 婦女（真下有紀） Gay（TAJIRI）                                                                  |
| 4    | 8月4日        | 十代の暴走           | 年輕人的爆走       | 佐倉杏子（不二子）       | 佐倉真治（松田悟志）                        | 竹內剛（落合扶樹）× 大石晴男（黒木啓嗣）× 松本秀雄（宮田直樹）× | |
| 5    | 8月11日       | ストーカーvs十二月田 | 跟蹤女vs十二月田   | 漆原正太郎（黑田勇樹）   | 漆原正太郎（黑田勇樹）                      | 下北理佳子（小林喜名子）△                                       | 青山美香（花澤香菜） 奧蘿拉公主（早美愛） 理佳子的上司（小島康志）                                                                |
| 6    | 8月18日       | 女郎蜘蛛             | 女郎蜘蛛           | 美由紀的丈夫（國衼量平） | 南条美由紀（鈴木砂羽）×                     | 田之島彰（淺野和之）△                                           | 美由紀的朋友（高木潤子） |
| 7    | 8月25日       | 踏み台人生           | 被當作踏腳石的人生 | 赤沼真介（中村圭太）     | 榊原美帆（鈴木蘭蘭）                        | 赤沼道子／舊姓：久我山（秋櫻子）△ 室田久夫（三浦誠己）△         | |
| 8    | 9月1日        | ハートキャッチャー   | 偷心者             | 五反野進（柄本佑）       | 五反野進（柄本佑）                          | 大野彌生（大谷允保）△                                           | 廣瀬雅隆（木村公一） 鈴木重人（江嵜大兄） 松岡英輝（黑田耕平）                                                                    |
| 9    | 9月8日        | 怨念のレベル         | 怨念的程度         | 青山美香（花澤香菜）     | 青山智彦（下條阿童木） 青山映子（渡邊典子） | 長谷矢透（堀部圭亮）× 長谷矢稔（上田耕一）△                     | 泉田醫生（野添征爾） 中澤護理師（小野麻理江） 五月（時任亞弓）                                                                    |
| 10   | 9月15日       | 過去を喰う男         | 吞噬過去的男人     | 喜世子的丈夫（太田浩介） | 內藤喜世子（宮崎萬純）                      | 竜之崎寅男（不破萬作 (演員)）×                                  | 內藤千尋（桑名里瑛） 女警官（池野浩子）                                                                                           |
| 11   | 9月22日       | 特権階級             | 特權階級           | 吉村珠子（花原照子）     | 吉村順蔵（左右田一平）                      | 権藤徳男（寺田農）△                                             | 宮野警視正（池內萬作） 田沼警視（小嶋尚樹） 高森葉月（夏生優奈） 漆原正太郎（黑田勇樹） 根本晴子（今本洋子） 野田文枝（原知佐子） |
| 12   | 9月29日       | 怨み屋の正体         | 怨屋的真面目       | 吉村珠子（花原照子）     | 吉村順蔵（左右田一平）                      | 権藤徳男（寺田農）△                                             | 宮野警視正（池內萬作） 田沼警視（小嶋尚樹） 高森葉月（夏生優奈） 漆原正太郎（黑田勇樹） 根本晴子（今本洋子） 野田文枝（原知佐子） |

#### 特別篇1・特別篇2
| 集數    | 播出日期     | 標題                            | 中文標題            | 被害者                                      | 委託人                 | 復仇對象                                                            | 其他人物 |
| ------- | ------------ | ------------------------------- | ------------------- | ------------------------------------------- | ---------------------- | ------------------------------------------------------------------- | --- |
| 特別篇1 | 2008年1月6日 | 家族の闇 モンスター・ファミリー | 家族之闇影 怪物家族 | 坂下拓實（高木涼生）                        | 坂下守（吹越滿）       | 坂下綠（馬渕英俚可）× 大久保裕也（相葉弘樹）△                       | 白川多惠（島香織） |
| 特別篇1 | 2008年1月6日 | 家族の闇 モンスター・ファミリー | 家族之闇影 怪物家族 | 白川幸一郎（山田一善）                      | 白川由紀（三浦理惠子） | 白川孝彦（竹山隆範）×                                               | 白川多惠（島香織） |
| 特別篇1 | 2008年1月6日 | 家族の闇 モンスター・ファミリー | 家族之闇影 怪物家族 | 白川美咲（美山加戀）                        | 白川美咲（美山加戀）   | 白川由紀（三浦理惠子）× 白川亞紀（小阪由佳）× 白川義雄（小林正寛）× | 白川多惠（島香織） |
| 特別篇2 | 2009年1月7日 | マインドコントロールの罠        | 心控之術的陷阱      | 佐藤惠子（山下容莉枝） 佐藤信一（佐藤貴廣） | 佐藤和也（利重剛）     | 轟花江（東昭美）△ 桐生善道（佐野史郎）△                             | 冰水晶（江波戶美羅） 美沙（山本光） 高杉潔（柳憂怜） 藥師寺昇（龍雷太） 森健二（瀧藤賢一） 渡辺誠（野中隆光） 篠原彩（森下千里） 門脇翔太（久野雅弘） 亂一世（亂一世） 坂本三佳（坂本三佳） 石原壮一郎（石原壯一郎） 採訪記者（塙） 流浪漢（飯田孝男） 週刊Scope編輯長（松澤一之） 惠港會精神醫療中心職員（蘆川誠） 信徒（原紗央莉） 新聞台來賓（赤平大） |
| 特別篇2 | 2009年1月7日 | マインドコントロールの罠        | 心控之術的陷阱      | 新城家                                      | 新城聖美（木下亞由美） | 轟花江（東昭美）△ 桐生善道（佐野史郎）△                             | 冰水晶（江波戶美羅） 美沙（山本光） 高杉潔（柳憂怜） 藥師寺昇（龍雷太） 森健二（瀧藤賢一） 渡辺誠（野中隆光） 篠原彩（森下千里） 門脇翔太（久野雅弘） 亂一世（亂一世） 坂本三佳（坂本三佳） 石原壮一郎（石原壯一郎） 採訪記者（塙） 流浪漢（飯田孝男） 週刊Scope編輯長（松澤一之） 惠港會精神醫療中心職員（蘆川誠） 信徒（原紗央莉） 新聞台來賓（赤平大） |

#### REBOOT
| 集數 | 播出日期     | 標題                     | 中文標題             | 被害者                                                                              | 委託人                                                                          | 復仇對象                                                                                  | 其他人物 |
| ---- | ------------ | ------------------------ | -------------------- | ----------------------------------------------------------------------------------- | ------------------------------------------------------------------------------- | ----------------------------------------------------------------------------------------- | --- |
| 0    | 2009年7月3日 | 歪められた正義           | 歪曲的正義           | 怨屋本舖 REBOOT的特集 （特別篇2的日後談與，本作過去的電視劇登場人物的經歷介紹）     | 怨屋本舖 REBOOT的特集 （特別篇2的日後談與，本作過去的電視劇登場人物的經歷介紹） | 怨屋本舖 REBOOT的特集 （特別篇2的日後談與，本作過去的電視劇登場人物的經歷介紹）           | 警察幹部（金井敏英） 警察幹部（芳賀徹郎） 警察幹部（野口雅弘） |
| 1    | 7月10日      | 教室の悪魔（前編）       | 教室的惡魔（前篇）   | 戶蓑綾音（齊藤遙）                                                                  | 戶蓑彌生（古村比呂）                                                            | 手塚伸之（正名僕藏）× 松村時子（峯崎亞里沙）△ 紙田鈴（增山加彌乃）△ 赤坂千里（守山玲愛）△ | 校長（諏訪太朗） 報導員（小島秀公） 戶蓑自殺時的目撃者（三城晃子） |
| 2    | 7月17日      | 教室の悪魔（後編）       | 教室的惡魔（後篇）   | 戶蓑綾音（齊藤遙）                                                                  | 戶蓑彌生（古村比呂）                                                            | 手塚伸之（正名僕藏）× 松村時子（峯崎亞里沙）△ 紙田鈴（增山加彌乃）△ 赤坂千里（守山玲愛）△ | 校長（諏訪太朗） 報導員（小島秀公） 戶蓑自殺時的目撃者（三城晃子） |
| 3    | 7月24日      | もう一人の復讐者（前編） | 另一個復仇者（前篇） | 無                                                                                  | 興津和好（山本浩司）                                                            | 久里濱秀一（野村修一）△                                                                   | 山岸聰（團時朗） 合田佳惠（池永亞美） 杉下明美（安室滿樹子） |
| 3    | 7月24日      | もう一人の復讐者（前編） | 另一個復仇者（前篇） | 無                                                                                  | 興津和好（山本浩司）                                                            | 大多喜克彥（中村有志）× 大蛇（緋田康人）× 樋渡健一郎（大堀仰一）×                         | 山岸聰（團時朗） 合田佳惠（池永亞美） 杉下明美（安室滿樹子） |
| 4    | 7月31日      | もう一人の復讐者（後編） | 另一個復仇者（後篇） | 久里濱久美（相樂法子）                                                              | 久里濱秀一（野村修一） 興津和好（山本浩司）                                     |                                                                                           | 山岸聰（團時朗） 合田佳惠（池永亞美） 杉下明美（安室滿樹子） |
| 4    | 7月31日      | もう一人の復讐者（後編） | 另一個復仇者（後篇） | 久里濱久美（相樂法子）                                                              | 久里濱秀一（野村修一） 興津和好（山本浩司）                                     | 興津和好（山本浩司）△                                                                     | 山岸聰（團時朗） 合田佳惠（池永亞美） 杉下明美（安室滿樹子） |
| 5    | 8月7日       | 地獄の姉弟（前編）       | 地獄來的姊弟（前篇） | 武藤誠（鈴木浩介）                                                                  | 武藤誠（鈴木浩介）                                                              | 木經薰（六角慎司）△ 木經透子（播田美保）△                                                 | 十二月田的宅男夥伴 武藤製麵所店員（石井智也） 草莓（金澤美波） 草莓的男友（嘟噥次郎） |
| 6    | 8月14日      | 地獄の姉弟（後編）       | 地獄來的姊弟（後篇） | 武藤誠（鈴木浩介）                                                                  | 早瀨彩（矢澤心）                                                                | 木經薰（六角慎司）△ 木經透子（播田美保）△                                                 | 十二月田的宅男夥伴 武藤製麵所店員（石井智也） 草莓（金澤美波） 草莓的男友（嘟噥次郎） |
| 7    | 8月21日      | 苦いタバコ（前編）       | 苦澀的香菸（前篇）   | 峰島隆裕（黑澤年雄） 峰島春江（櫻木廣子） 峰島達裕（兼子舜） 峰島江里香（夏川桃菜） | 情報屋（加藤雅也）                                                              | 五百旗安福（黄川田将也）× 田丸（丸山敦史）× 戶袋（坂東工）×                               | 迫田巌（田口主將） 寺門（島津健太郎） 寺門的部下 情趣用品店的客人（猥瑣岡田） |
| 8    | 8月28日      | 苦いタバコ（後編）       | 苦澀的香菸（後篇）   | 峰島隆裕（黑澤年雄） 峰島春江（櫻木廣子） 峰島達裕（兼子舜） 峰島江里香（夏川桃菜） | 情報屋（加藤雅也）                                                              | 五百旗安福（黄川田将也）× 田丸（丸山敦史）× 戶袋（坂東工）×                               | 迫田巌（田口主將） 寺門（島津健太郎） 寺門的部下 情趣用品店的客人（猥瑣岡田） |
| 9    | 9月4日       | 愛され上手（前編）       | 擅長被愛（前篇）     | 關口真紀子（李千鶴）                                                                | 關口真紀子（李千鶴）                                                            | 青山千春（滿島光／童年：池田心雪）△                                                       | 太田信彦（井田國彦） 松島弘樹（宮崎吐夢） 林正義（宮成竜二） 武田光（田中周貴） Makihara主任（白石忠志） 關口亮（大和田健介） 天氣預報小姐（須黑清華） 櫻井院長（仁木啓介） 星影和夫（並樹史朗） |
| 10   | 9月11日      | 愛され上手（後編）       | 擅長被愛（後篇）     | 關口真紀子（李千鶴）                                                                | 關口真紀子（李千鶴）                                                            | 青山千春（滿島光／童年：池田心雪）△                                                       | 太田信彦（井田國彦） 松島弘樹（宮崎吐夢） 林正義（宮成竜二） 武田光（田中周貴） Makihara主任（白石忠志） 關口亮（大和田健介） 天氣預報小姐（須黑清華） 櫻井院長（仁木啓介） 星影和夫（並樹史朗） |
| 11   | 9月18日      | 心の闇（前編）           | 內心的黑暗（前篇）   | 奈良崎宏（森川數間） 奈良崎聰子（水野真由美） 奈良崎優（渕辺湊雅）                  | 奈良崎保（山中崇／童年：大澤拓巳）                                              | 久我山學（螢雪次朗）×                                                                     | 齊藤一也（齊藤一也） 前田海嘉（前田海嘉） 福居健一郎（加藤滿） 報導員（增田和也） 佐藤充宏（佐藤充宏）                                                                                           |
| 12   | 9月25日      | 心の闇（後編）           | 內心的黑暗（後篇）   | 被誤認為兇手遭到電視台騷擾的受害者（田山涼成）                                      | 被誤認為兇手遭到電視台騷擾的受害者（田山涼成）                                  | 城島進一（田中哲司）△                                                                     | 齊藤一也（齊藤一也） 前田海嘉（前田海嘉） 福居健一郎（加藤滿） 報導員（增田和也） 佐藤充宏（佐藤充宏）                                                                                           |

## 外部連結
- マロンシェイク （页面存档备份，存于） 作者官方網站
- テレビ東京 （页面存档备份，存于） 電視劇網頁